# NBA LIVE 15
《NBA LIVE 15》是一款籃球電子遊戲，由EA Tiburon開發，EA Sports發行。遊戲於2014年10月28日在PlayStation 4和Xbox One平台上推出。

## 評價
《NBA LIVE 15》獲得IGN5.5分的評價，IGN評論者Mike Mitchell表示即使《NBA LIVE 15》看起來比《NBA LIVE 14》要優秀許多，它笨拙的控制和僵硬的動畫仍然沒有得到改善。一些好的改變和新的遊戲模式並不能改變它差勁的遊戲體驗。不過《NBA LIVE 15》仍然有一些值得讚揚的改變，例如Pick＆Roll和ESPN許可證。總體來說，《NBA LIVE 15》並沒有像它的前作《NBA LIVE 14》那樣糟糕 - 但是它也不算是一款優秀的籃球遊戲。